# Aszódy János
Aszódy János (Arad, 1908. október 16. – Bukarest, 1976. november 24.) romániai magyar újságíró, szerkesztő.

## Életútja
1926-tól Temesvárt tisztviselő, a Korunk, Független Újság, Brassói Lapok munkatársa. Antifasiszta beállítottságú volt. 1945-től az Igazság, 1947-től a Viața Sindicală főszerkesztője, 1948-tól 1950-ig az Állami Irodalmi és Művészeti Kiadó nemzetiségi osztályán a magyar alosztály vezetője. 1952-től a Flacăra főszerkesztője, 1957-től 1969-ig a Korunk bukaresti szerkesztője. Politikatörténeti tárcái magyar és román napilapokban s A Hét hasábjain jelentek meg.

## Kötetei
- Így kezdődött... A világháború kitörésének kulisszáiból; Temesvár, 1934
- Petőfi, poetul domniei poporului (1949)
- Szaúd-Arábia és az arab petróleum (1957, románul és németül is)
- Égő víz (A kőolaj története, 1959, románul is)
- Láthatatlan ellenség (ifjúsági regény, 1962 és 1969)
- Pagini din istoria vitezei (1967)
- Akcióban az Interpol (1969, románul is)
- A pokol zsoldosai. Az idegenlégió. Lapok a gyarmatosítás történetéből (románul 1974, magyarul 1975)